# Гейл, Тристан
Тристан Гейл (англ. Tristan Gale, 10 августа 1980, Руидозо, Нью-Мексико) — американская скелетонистка, выступавшая за сборную США с 1998 года по 2006-й. Чемпионка зимних Олимпийских игр в Солт-Лейк-Сити, бронзовая призёрша мирового первенства, обладательница нескольких медалей на этапах Кубков Америки и мира.

## Биография
Тристан Гейл родилась 10 августа 1980 года в городе Руидозо, штат Нью-Мексико, но ещё в девятилетнем возрасте вместе с семьёй переехала Солт-Лейк-Сити, город, где традиционно развиты зимние виды спорта. В детстве занималась горными лыжами, участвовала в юношеских соревнованиях по слалому и гигантскому слалому, однако вскоре поняла, что не сможет добиться в этих дисциплинах существенных достижений, поэтому решила попробовать себя в скелетоне, который вернулся в олимпийскую программу и резко начал набирать популярность. В сезоне 1998/99 заняла четвёртое место на чемпионате США и дебютировала на Кубке Европы. Последующие годы с переменным успехом выступала на Кубке Америки, в декабре 2000 года завоевала две золотые медали на этапах в Парк-Сити и Лейк-Плэсиде.
Первое её выступление на Кубке мира состоялось в ноябре 2001 года, на трассе немецкого Кёнигсзее Гейл финишировала двенадцатой. Уже на втором своём этапе, прошедшем в австрийском Иглсе, заняла восьмое место, впервые попав в десятку сильнейших. Завершила сезон победой на национальном первенстве, выбившись в лидеры женской скелетонной команды США.
Благодаря череде удачных выступлений удостоилась права защищать честь страны на Олимпийских играх 2002 года в Солт-Лейк-Сити. Специально ради этого события покрасила волосы в цвета американского флага и, поскольку эта недавно построенная домашняя трасса была ей очень хорошо знакома, без всяких проблем одержала победу, став первой в истории олимпийской чемпионкой по скелетону. В сезоне 2002/03, когда в этом городе проходил очередной этап Кубка мира, Гейл вновь опередила здесь всех своих соперниц и пополнила медальную коллекцию ещё одной золотой наградой, попав на третью строчку общего зачёта.
Тем не менее, на других трассах Тристан Гейл выступала не так победоносно, последним крупным её достижением можно считать бронзовую медаль на чемпионате мира 2003 года в японском Нагано. С течением времени результаты американки становились всё хуже и хуже, так, на мировом первенстве 2004 года в швейцарском Санкт-Морице она смогла добраться лишь до девятой позиции. Вскоре она перестала попадать в основной состав сборной, ездила только на второстепенные турниры, в то время как лидером команды стала молодая и перспективная Кэти Уландер. Не пробившись на Олимпийские игры 2006 года в Турин, Гейл приняла решение завершить карьеру профессиональной спортсменки.